# هاكون إلينجسن
هاكون إلينجسن (بالنرويجية البوكمول: Håkon Ellingsen)‏ هو مجدف نرويجي، ولد في 25 نوفمبر 1894 في ستافانغر في النرويج، وتوفي بنفس المكان في 22 أكتوبر 1971.

## وصلات خارجية
- هاكون إلينجسن على موقع الاتحاد الدولي للتجديف (الإنجليزية)
- هاكون إلينجسن على موقع أوليمبيديا (الإنجليزية)